# Aziz Xaikh
Aziz Xaikh ('Azis Khan, Aziz Xeikh de vegades Osis) fou un kan de l'Horda d'Or, primer governant al mateix temps i després com successor vers 1367 de Pulad Khoja Khan. No és esmentat per Khuandemir. Abdul Ghassar diu que després de l'assassinat de Merdud Khan van començar els conflictes i un príncep de la sang, Alaji Oghlu es va establir al Volga on se li van unir molts partidaris i s'hauria proclamat kan vers 1363.
Aquest Alaji Oghlu podria ser Alibeg descrit com un dels més distingits tàtars, que fou assassinat en el breu govern de Bazarji, i el fill del qual, Hassan, es va refugiar a Coràsmia on va demanar ajut al governador Hussein que va marxar amb les seves forces cap a l'oest, i va derrotar a Bazarji. Azis seria un altre fill d'Alibeg.
A les seves monedes s'anomena Sultan Aziz Shaykh Khan i foren encunyades a Gulistan, Nova Gulistan, i Nova Sarai entre 1365 i 1368; les monedes al·ludeixen a Janibeg esmentat com a mort però com si reclamés una legitimitat dinàstica derivada d'ell.
Va seguir la mateixa política de Murad Khoja en relació als principats russos. Basili anomenat Kirdapa, fill de Demetri el Vell, de Súzdal, va anar a l'Horda i fou enviat a casa amb un yarligh o diploma que ratificava al seu pare com a gran príncep en lloc de Demetri Ivanovitx de Moscou. Andreu el Pietós de Nijni Nóvgorod va morir en aquest temps (vers 1365) i Boris (germà petit de Demetri de Súzdal) va ocupar el tron i el príncep de Súzdal es va desentendre de l'incert dret concedit pel kan per anar a disputar la successió que es va assegurar. Boris va demanar ajut al tàtars i el seu germà es va aliar a Demetri de Moscou. Dos delegats del kan, Bayram Khoja i Hassan (aquest enviat per l'esposa del kan) van instal·lar a Boris al tron de Nijni Nóvgorod, però Demetri de Moscu, amb el suport del clergat, que va tancar les esglésies de Nijni Nóvgorod, aviat el van expulsar col·locant al tron al seu germà de Súzdal mentre Boris podia conservar el seu feu de Gorodets. Vers el 1365 Rússia fou assolada altre cop per una plaga o epidèmia que causava la mort en poc temps; només un deu per cent de la gent s'escapava de la malaltia i la major part dels que l'agafaven morien; els morts eren enterrats en grups de set o vuit a les mateixes tombes, i cases senceres es quedaven sense habitants; aquesta epidèmia s'havia iniciat a Nijni Nóvgorod, Kolomna i Pereyeslav el 1364, havia seguit el 1365 a Tver, Torjek i Rostov i va arribar a Moscou el 1366; després es reproduïa o s'extingia de manera intermitent i es diu que després de tres visites a Smolensk només van quedar vius cinc persones el 1387. Cal suposar que la mateixa pesta va afectar l'Horda d'Or o Kanat Kiptxak. A Moscou, a més a més, l'epidèmia va anar acompanyada d'un gran incendi que va destruir quatre barris i va obligar a construir un Kremlin de pedra en lloc del de fusta que hi havia abans.
Els mercaders de Nóvgorod formaven en aquest temps cossos de tropes irregulars anomenats voluntaris per saquejar els districtes de la rodalia. El 1367 un jove de nom Alexandre va remuntar el riu Obi fins al mar i va saquejar el país dels samoieds i dels ostiacs (ostiaks) i als habitants de la regió del Dwina; una altra secció de novgorodians va baixar pel Volga amb 150 vaixells de diverses classes i a Nijni Nóvgorod va massacrar un gran nombre de tàtars, armenis, corasmis i bukharians i es va emportar a les seves dones i els seus fills i els seus béns. Però el gran príncep de Moscou els va atacar, ja que en actuar com a bandits espantaven als mercaders que portaven la riquesa a Rússia.
Després de fer matar Pulad Khan el 1367, als pocs mesos (vers 1368) desapareixen les seves monedes i no se'n torna a parlar. La seva sort és desconeguda. L'hauria succeït el seu germà Hasan Beg Khan.